# Louis-Joseph Kerkhofs
Lodewijk Jozef Kerkhofs, connu en français sous le nom de Louis-Joseph Kerkhofs, né à Val-Meer en Belgique le 15 février 1878 et décédé à Liège en Belgique le 31 décembre 1962, fut le 88e évêque de Liège de 1927 à 1961.

## Éléments de biographie
Après des études à Peer, Hasselt et Rome il est ordonné prêtre en 1900. En 1901 il est nommé professeur de philosophie au petit séminaire de Saint-Trond puis en 1917, professeur de théologie dogmatique au grand séminaire de Liège. dont il devient le directeur en 1922.
En décembre 1924 Kerkhofs est nommé évêque coadjuteur de Liège; il reçoit la consécration épiscopale des mains de Martin-Hubert Rutten, le 11 février 1925, avec comme co-consécrateurs Thomas-Louis Heylen et Louis Joseph Legraive. Lorsqu'il arrive à l'éméritat et démissionne, le 8 décembre 1961, peu avant l'ouverture du concile Vatican II, il reçoit le titre honorifique d'archevêque-titulaire de Serre.
Il est indirectement impliqué dans les apparitions mariales de Banneux. À la suite du rapport favorable de la commission canonique qu'il avait créée, il autorise en 1942 la vénération de la Vierge-Marie comme « Vierge des Pauvres », à Banneux, village situé dans son diocèse. Sa décision sera plus tard approuvée par le Saint-Siège. Un vitrail dans la Cathédrale Saint-Paul de Liège le représente agenouillé devant la Vierge avec à ses côtés Saint-Lambert et Saint-Hubert. Des représentations de la Cathédrale Notre-Dame-et-Saint-Lambert, la Cathédrale Saint-Paul et du Perron de Liège y figurent également.
Il approuve l'entrée en usine d'un premier prêtre ouvrier, Charles Bolland.

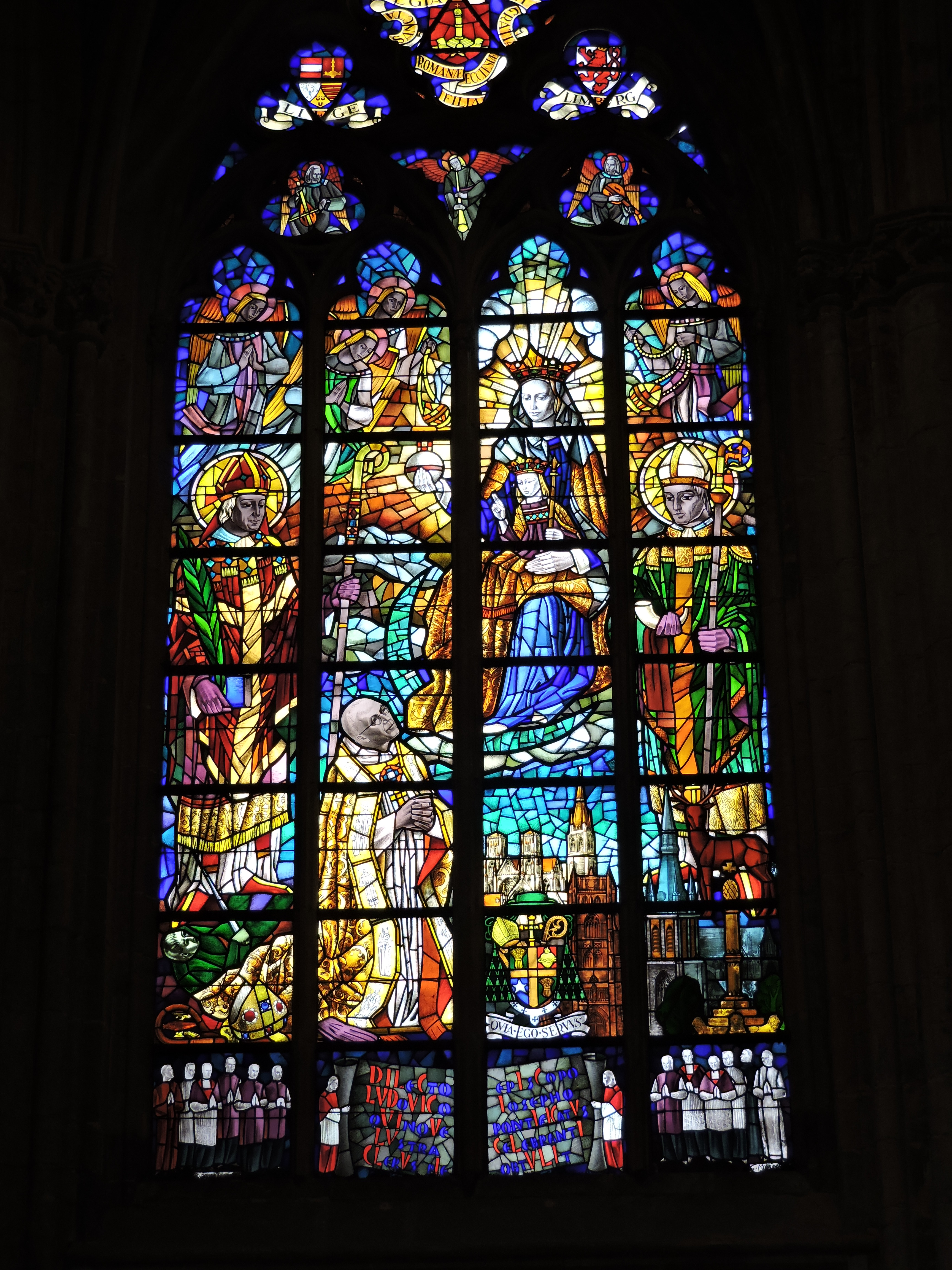
Vitrail de la chapelle de la Vierge des Pauvres dans la Cathédrale Saint-Paul de Liège.
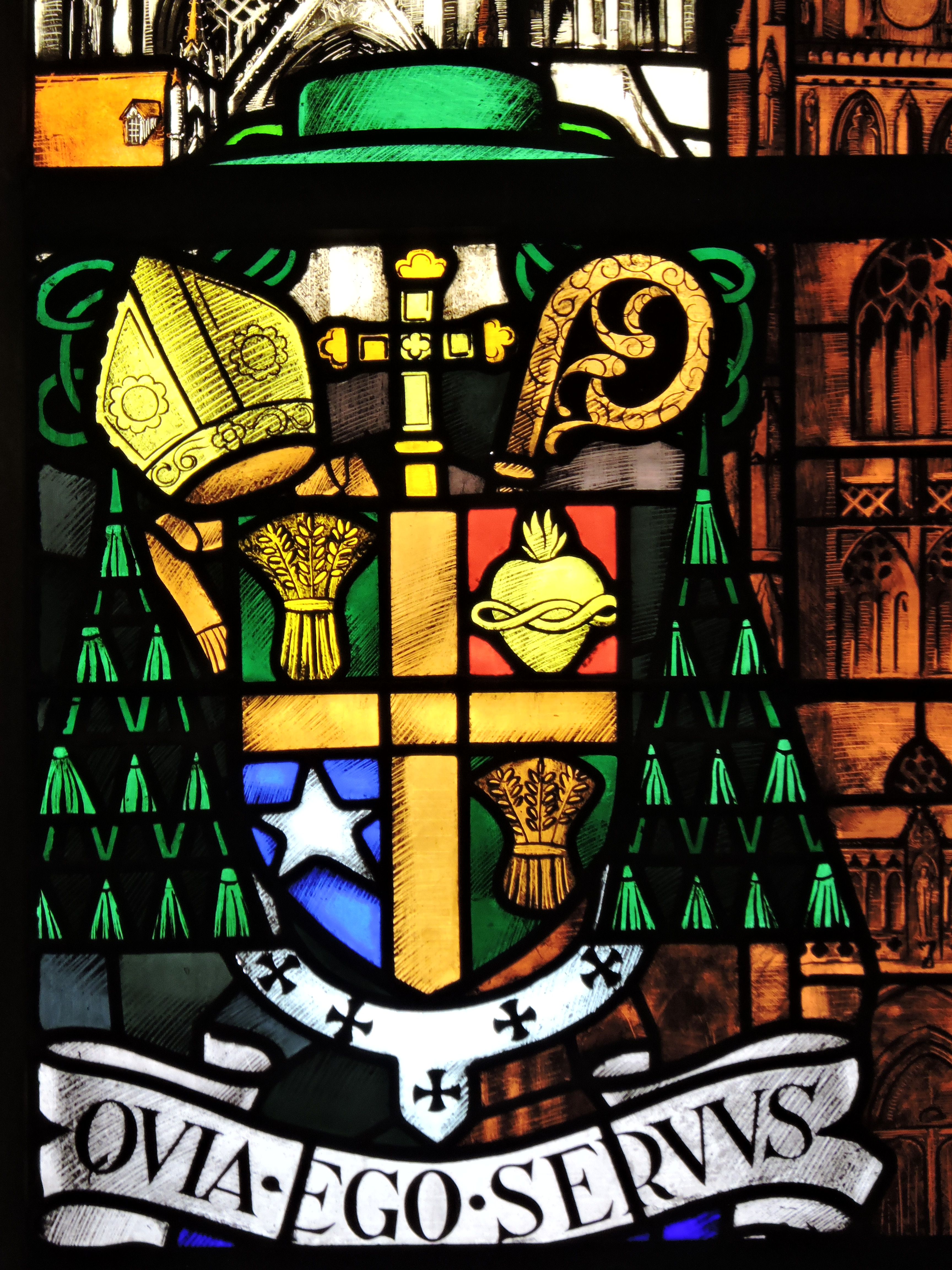
Blason de Monseigneur Kerkhofs sur le vitrail de la Cathédrale Saint-Paul de Liège.

## Juste parmi les nations
Durant la Seconde Guerre mondiale, il prend diverses initiatives pour protéger les juifs de la déportation. Il héberge le grand rabbin Solomon Ullmann chez lui et cache le rabbin de Liège et sa famille dans un couvent.
Il place également trois cents enfants et adultes juifs en résidence à Banneux. Il est aidé en cette matière par l'homme d'affaires et avocat liégeois Albert Van den Berg et le secrétaire Pierre Coune. Tous deux seront arrêtés par la Gestapo. 
Une plaque commémorative de l'action de Monseigneur Kerkhofs, providence des persécutés, est apposée sur un mur de la cathédrale Saint-Paul de Liège.
En 1981, il est reconnu Juste parmi les nations par l'État d'Israël (dossier 1361,1), et un arbre est planté à sa mémoire dans le vaste jardin du mémorial Yad Vashem, à Jérusalem.

## Succession apostolique
Louis-Joseph Kerkhofs a ordonné les évêques suivants :
- Évêque Jozef Vanderhoven (de), C.I.C.M. (1934)
- Évêque Camille Valentin Stappers (de), O.F.M. (1934)
- Archevêque Antoine-Hubert Grauls (it), M. Afr. (1937)
- Évêque René van Heusden (de), S.D.B. (1947)
- Évêque Guillaume Marie van Zuylen (1951)